# Osiedle gen. Jerzego Ziętka
Osiedle gen. Jerzego Ziętka (pot. Sójcze Wzgórze) – dzielnica Bytomia od 1975 roku. W latach 1972–1975 dzielnica należała do Radzionkowa.

## Historia
Historia osiedla rozpoczęła się w latach 80., kiedy rozpoczęto budowę pierwszych budynków mieszkalnych. Na dotychczasowych łąkach na wzgórzu położonym między Stroszkiem, Suchą Górą i Radzionkowem rozpoczęto budowę bloków mieszkalnych. Przez następne lata nieustannie powstawały nowe mieszkania. Osiedle zostało zaprojektowane tak, że w jego centrum znajdować się miały wieżowce wyróżniające się spośród niższych, czteropiętrowych bloków. Budowę ostatnich bloków zakończono na początku lat 90. XX wieku i od tej pory w dzielnicy nie wybudowano żadnego wielorodzinnego budynku mieszkalnego. Od 2018 roku, w którym wybudowano nowe 4 piętrowe bloki mieszkalne powstały plany budowy nowych mieszkań w dzielnicy oraz w jej okolicach.

## Edukacja i nauka
Obecnie na terenie dzielnicy znajdują się 2 przedszkola oraz istniejąca od 1985 Szkoła Podstawowa nr 32 im. 1 Pułku Strzelców Bytomskich przy ul. Szymały 124 - dawny (do 2017) Zespół Szkół Ogólnokształcących nr 11 im. Generała Jerzego Ziętka, obejmujący od 1999 także Gimnazjum nr 10 i mieszczący w l. 90. ponad 1700 uczniów. Od 1987 do 2018 szkoła nosiła imię gen. Jerzego Ziętka. Szkoła składa się ona z 5 głównych budynków, w których zlokalizowano 29 klas, bibliotekę szkolną, świetlicę, jadalnię z kuchnią, halę sportową, 2 pracownie komputerowe, plac zabaw, szatnie, biura administracji oraz pion techniczny.

## Położenie
Osiedle położone jest w północnej części Bytomia. Graniczy: od zachodu ze Stroszkiem, od północnego zachodu z Suchą Górą, od wschodu z Radzionkowem. Dzielnica leży na niewielkim wzgórzu. Obok przebiega droga krajowa nr 11. Dzielnica jest dobrze skomunikowana z centrum Bytomia, Radzionkowem oraz Tarnowskimi Górami. Obok osiedla biegnie linia tramwajowa oraz linie autobusowe organizowane przez ZTM. W niedalekiej odległości w Radzionkowie znajduje się również stacja kolejowa. 